# 217
217 là một năm trong lịch Julius. 

## Sự kiện
- Hoàng đế La Mã Caracalla bị ám sát.
- Marcus Opellius Macrinus lên ngôi Hoàng đế La Mã.

## Mất
- Caracalla, Hoàng đế La Mã
- Julia Domna, Hoàng hậu của Hoàng đế La Mã Septimius Severus và là mẹ của Hoàng đế Caracalla và Geta.
- Giáo hoàng Zêphyrinô, Giáo hoàng thứ 15 của Giáo hội Công giáo.
- Lỗ Túc, tướng của Tôn Quyền vào cuối thời Đông Hán.
- Trần Lâm, nhà văn cuối đời Đông Hán, một trong Kiến An thất tử.
- Vương Xán, nhà thơ cuối đời Đông Hán, một trong Kiến An thất tử.
- Tư Mã Lãng, quan cuối đời Đông Hán, đầu đời Tam Quốc, anh ruột của Tư Mã Ý.